# Трубачёв, Василий Алексеевич
Васи́лий Алексе́евич Трубачёв (1 января 1902 года, Спасское, Спасский район Нижегородской области — 1 июня 1964 года, Москва) — советский военный деятель, Герой Советского Союза (25 июля 1941 года). Генерал-майор (21 апреля 1943 года).

## Детство и молодость
Василий Алексеевич Трубачёв родился 1 января 1902 года в селе Спасское Васильсурского уезда Нижегородской губернии в семье крестьянина Алексея Петровича Поликарпова (Трубачёва), уходящего на заработки на Сормовский завод. Хотя в автобиографии В. А. Трубачёв указал местом рождения Нижний Новгород.
После окончания двух классов городского училища работал матросом и штурвальным на волжских судах.

## Гражданская война и межвоенный период
В марте 1919 года призван в Красный Флот и назначен на должность военмора Волжской военной флотилии. Служил на вооружённом пароходе «Беспощадный», принимал участие в боевых действиях в районе Царицына. В 1920 году окончил школу младших командиров. В том же году тяжело переболел тифом, в октябре отправлен в долгосрочный отпуск для поправки здоровья.
После возвращения из отпуска в сентябре 1922 года Трубачёв назначен на должность командира отдельного батальона охраны РВС Республики. В сентябре 1923 года направлен на учёбу в Полтавско-Сумскую пехотную школу. В 1925 году вступил в ВКП(б). После окончания школы в сентябре 1926 года направлен в 8-й стрелковый полк 3-й Крымской стрелковой дивизии (Украинский военный округ), где служил на должностях командира стрелкового взвода и командира взвода полковой школы.
В сентябре 1928 года направлен на учёбу в на 1-годичные военно-политические курсы при Киевской объединенной военной школе командиров РККА, после окончания которой в августе 1929 года направлен в 105-й стрелковый полк (35-я стрелковая дивизия, Забайкальский военный округ), где служил на должностях заместителя командира роты по политической части, командира роты, ответственного секретаря полкового бюро ВКП(б) и помощника начальника штаба полка. В 1929 году Трубачёв принимал участие в боевых действиях на КВЖД.
В феврале 1935 года назначен на должность начальника 2-го отделения штаба Забайкальского военного округа. В октябре 1937 году направлен на учёбу в Военную академию имени М. В. Фрунзе, после окончании которой в декабре 1939 года был назначен на должность заместителя по тылу начальника штаба 50-го стрелкового корпуса, после чего принимал участие в боевых действиях в ходе советско-финской войны, за что награждён орденом Красной Звезды.
В августе 1940 года назначен на должность командира 461-го стрелкового полка в составе 142-й стрелковой дивизии (Ленинградский военный округ).

## Великая Отечественная война
С началом войны Трубачёв находился на прежней должности. 142-я стрелковая дивизия занимала позиции на участке Ристилахти-лахденпохского направления северо-восточнее Выборга.
29 июня 1941 года войска противника перешли государственную границу, вскоре пройдя вплоть до 150 км вглубь, в том числе на отдельных направлениях обороны 142-й стрелковой дивизии.
В период с 29 июня по 4 августа в районе города Лахденпохья и посёлка Элисенваара (Карело-Финская ССР), где вёл оборонительные боевые действия полк под командованием Трубачёва, противник не смог перейти государственную границу в заданном направлении, при этом понеся значительные потери.
Указом Президиума Верховного Совета СССР от 25 июля 1941 года за «образцовое выполнение боевых заданий командования на фронте борьбы с германским фашизмом и проявленные при этом отвагу и геройство» полковнику Василию Алексеевичу Трубачёву присвоено звание Героя Советского Союза с вручением ордена Ленина и медали «Золотая Звезда» (№ 632).
8 сентября 1941 года назначен на должность командира 2-й гвардейской стрелковой дивизии народного ополчения, которая вела боевые действия в районе Красногвардейска и Пушкина. 21 сентября дивизия была расформирована в районе Шушары, личный состав и материальная часть направлены на пополнение 70-й стрелковой дивизии.
13 октября полковник Трубачёв назначен на должность командира 1-й стрелковой дивизии НКВД, которая вела боевые действия в районе Шлиссельбурга (Ленинградская область). В апреле 1942 года назначен на должность начальника штаба Невской оперативной группы, которая вела боевые действия на правом берегу Невы в районе Невского пятачка. В октябре того же года Трубачёв назначен на должность командира 86-й стрелковой дивизии, которая в январе 1943 года приняла участие в боевых действиях в ходе операции «Искра» по прорыву блокады Ленинграда, во время которой форсировала Неву и освободила Шлиссельбург.
В августе 1943 года назначен на должность командира 64-й гвардейской стрелковой дивизии, а 6 декабря того же года — на должность командира 117-го стрелкового корпуса, который вскоре принимал участие в ходе Красносельско-Ропшинской, Новгородско-Лужской и Нарвской наступательных операций, а также в освобождении городов Красногвардейск, Луга и Нарва, а с сентября 1944 года — в Таллинской наступательной операции и освобождении городов Тапа и Таллин. В ноябре корпус под командованием Трубачёва был передислоцирован на Сандомирский плацдарм, после чего принимал участие в ходе Сандомирско-Силезской, Нижнесилезской, Верхне-Силезской и Пражской наступательных операций, а также в освобождении городов Оппельн, Штейнау (Сицинава Мала), Нейсе и Штригау.
За время войны Василий Алексеевич Трубачёв был восемь раз упомянут в благодарственных приказах Верховного Главнокомандующего.

## Послевоенная биография
После окончания войны находился на прежней должности.
В феврале 1946 года направлен на учёбу в Высшую военную академию имени К. Е. Ворошилова, после окончания которой в феврале 1948 года был назначен на должность старшего преподавателя этой же академии.
Генерал-майор В. А. Трубачёв в феврале 1954 года уволен в запас. Погиб 1 июня 1964 года в Москве в результате несчастного случая. 

Могила В. А. Трубачёва на Донском кладбище

Похоронен на Донском кладбище (13 уч.).

## Награды
- Медаль «Золотая Звезда» Героя Советского Союза (25.07.1941);
- Два ордена Ленина (25.07.1941, 21.02.1945);
- Три ордена Красного Знамени (10.02.1943, 3.11.1944, 19.11.1951);
- Ордена Кутузова 1-й (5.10.1944) и 2-й (19.05.1943) степеней;
- Орден Суворова 2-й степени (21.02.1944);
- Орден Красной Звезды (21.03.1940);
- Медали[5];
- Орден «Легион почёта» степени командора (США, август 1944)[6].

## Память
- Именем В. А. Трубачёва названы улицы в городе Лахденпохья[7] и в селе Спасское, а также судно Министерства речного флота.
- На здании школы в селе Спасское (Спасский район, Нижегородская область) установлена мемориальная доска в честь бывшего ученика В. А. Трубачёва[8].
- В 2015 году в с. Спасское Нижегородской области установлены бюсты Героям Советского Союза Трубачёву В. А., Бабаеву А. И. и Рязанову И. Я.